# Hogepriester

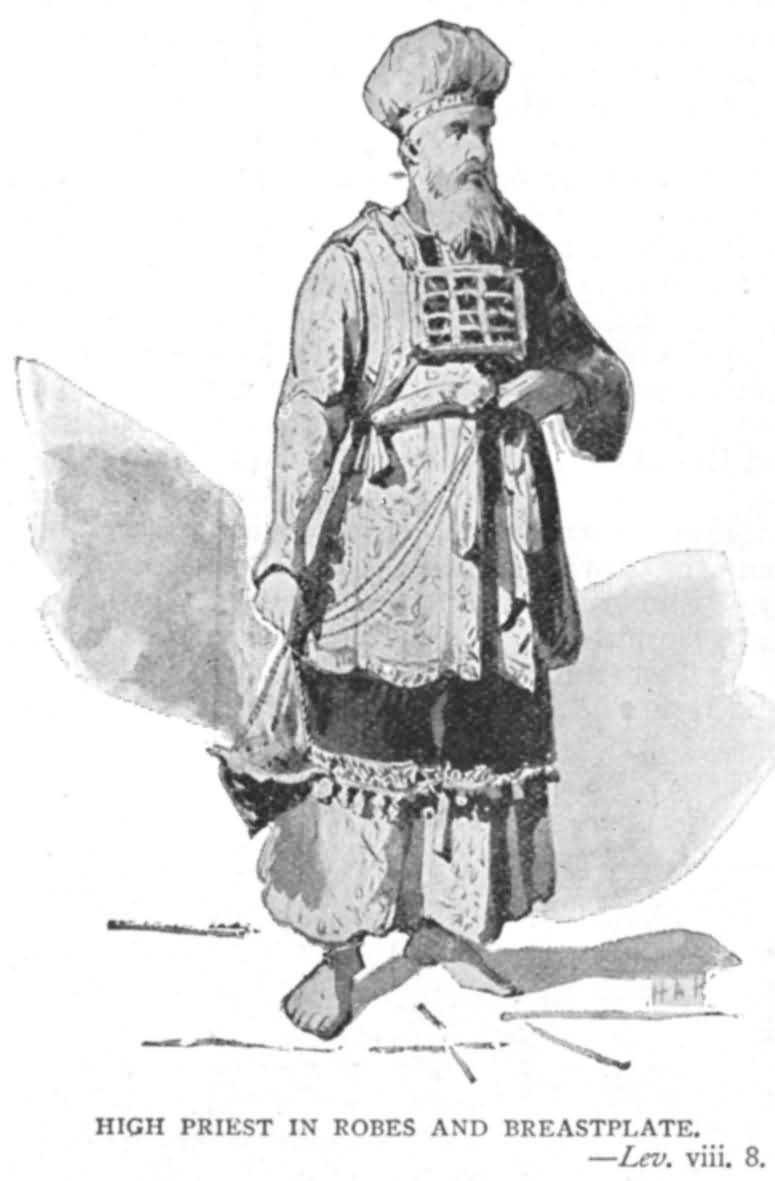
De hogepriesterlijke kleding

De Hogepriester (Hebreeuws: כהן גדול, Kohen Gadol) was in het jodendom, de leider van de priesters (kohaniem) die de tempeldienst verrichten. 

## Hogepriesterschap tot aan de Babylonische ballingschap
De hogepriester was afkomstig uit de stam Levi en speciaal uit het huis van Aäron, de broer van Mozes. De hogepriester mocht een keer per jaar het Allerheiligste van de Tabernakel binnengaan om er het zoenoffer te brengen voor de zonden van het volk van Israël. In de tijd van de Tempel had de hogepriester dezelfde functie bij de Tempeldienst.

## Hogepriesterschap ten tijde van de Perzische overheersing
Toen de Joden terugkeerden uit de Babylonische ballingschap herbouwden zij de Tempel. Opnieuw werden hogepriesters benoemd uit het geslacht van Aäron, via de lijn van Sadok, die hogepriester was ten tijde van Koning David. In deze periode kreeg de hogepriester naast godsdienstige ook een politieke lading doordat de Perzen, waaraan de Joden in die tijd onderworpen waren, de hogepriester als politiek heerser over het tempelstaatje Juda beschouwden.

## Hogepriesterschap ten tijde van de Griekse overheersing
Door de veroveringen van Alexander de Grote kwam het Joodse land onder bestuur van de Ptolemaeën en later van de Seleuciden te staan. Ook zij behandelden de hogepriester als de hoogste Joodse politieke gezagsdrager. Gedurende deze periode werd langzaam maar zeker steeds onzorgvuldiger omgegaan met de regels voor afstamming van de hogepriesters. Vooral Seleucidische koningen benoemden nogal eens hogepriesters die niet uit het huis van Aäron kwamen - het priestergeslacht werd in deze tijd aangeduid als Oniaden -, omdat dit hun politiek gezien beter uitkwam.

## Hogepriesterschap ten tijde van deHasmoneeën
Tegen het einde van de Makkabeese opstand ontving eerst Jonathan de Makkabeeër en later Simon de Makkabeeër het hogepriesterschap van de Seleuciden. Toen de zelfstandige Hasmonese staat een feit werd, behield Simon het hogepriesterschap. Ook zijn opvolgers combineerden koningschap en hogepriesterschap. Bij wetsgetrouwe Joden (vooral de Farizeeën en de Essenen) riep dit veel weerstand op, niet alleen omdat de Hasmoneeën niet uit het geslacht van Aäron/Sadok stamden, maar ook omdat volgens de Thora de koning en de hogepriester uit andere stammen afkomstig zijn en de ambten dus nooit in één persoon verenigd kunnen worden.

## Hogepriesterschap in de Herodiaanse periode
Toen Herodes de Grote koning van de Joden werd, kon hij de Hasmonese combinatie van koningschap en priesterschap niet voortzetten, omdat hij zelf van Idumeese (en dus niet-Joodse) afkomst was. Vanwege de politieke lading en de daarmee verbonden risico's van het hogepriesterschap behield Herodes zich het recht voor hogepriesters te benoemen of af te zetten. Ook zijn opvolgers volgden deze lijn. Daardoor traden er in deze periode zeer veel verschillende hogepriesters op (zie de Lijst van Hogepriesters in de Herodiaanse periode).
Sinds de verwoesting van de Tweede Tempel in 70 n.Chr. is de functie van de Hogepriester vervallen.